# Rik Van Linden
Rik Van Linden (født 28. juli 1949 i Wilrijk) er en tidligere belgisk landevejscykelrytter som vandt den grønne pointtrøje i Tour de France 1975. Han vandt også adskillige etaper i alle tre Grand Toure. Han vandt også det klassiske cykelløb Paris-Tours to gange (1971, 1973).